# Во'
Во' (італ. Vo', вен. Vo) також Во Еуганео — муніципалітет в Італії, у регіоні Венето, провінція Падуя.
Во' розташоване на відстані близько 390 км на північ від Рима, 60 км на захід від Венеції, 21 км на південний захід від Падуї.
Населення — 3393 особи (2014).
Щорічний фестиваль відбувається 10 серпня. Покровитель — святий мученик Лаврентій.

### Епідемія коронавірусу
Містечко відразу опинилося в епіцентрі епідемії коронавірусу. Перший інфікований був виявлений ще 21 лютого, а вже 22 лютого помер 78-річний дідусь. Всім 3400 мешканцям містечка зробили тест. Тест виявив коронавірус навіть у тих, у кого жодних симптомів не було. На одного хворого із симптомами припадало 10 інфікованих без симптомів. Інфікованих (а це 3% населення), та тих, хто із ними контактував, ізолювали. Через 10 діб тест повторили, кількість інфікованих впала на 90%. Повторний тест виявив 6 осіб без симптомів, але з позитивною реакцією на тест. Їх ізолювали.

## Демографія
Населення за роками:

Станом на 1 січня 2023 року в муніципалітеті офіційно проживало 148 іноземців з 20 країн, серед них 82 громадяни країн Євросоюзу та 9 громадян України.

## Сусідні муніципалітети
- Агульяро
- Альбеттоне
- Чинто-Еуганео
- Гальциньяно-Терме
- Лоццо-Атестіно
- Роволон
- Теоло